# Jiří II. Rákóczi

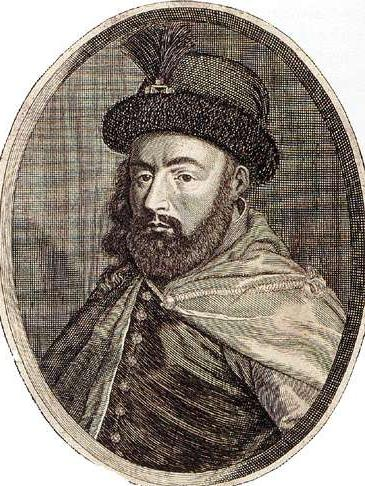
Jiří II. Rákóczi

Jiří II. Rákóczi (30. ledna 1621 – 7. června 1660), byl uherský šlechtic, sedmihradský kníže (1648–1660), nejstarší syn Jiřího I. Rákocziho a Zuzany Lorántffy.

## Osobní život
Narodil se v maďarském Sárospataku (Šarišský potok). Ještě za vlády svého otce byl 19. února 1642 zvolen a od sultána uznán knížetem Sedmihradska. 3. února 1643 se oženil se Sofií Báthoryovou, kterou jeho matka donutila konvertovat z katolictví ke kalvinismu. Jejich synem byl František I. Rákóczi.
Měl o rok mladšího bratra Zikmunda.

## Válka s Polsko-litevským královstvím

### Přípravy
Po nástupu na trůn v říjnu 1648 se hned pokusil realizovat ambice svého otce v Polsku. Proto se na začátku roku 1649 spojil s kozáckým hejtmanem Bohdanem Chmelnickým a hospodary z Moldávie (Vasile Lupu) a Valašska (Matěj Basarab), ale aktivně tato spojenectví nevyužil. 6. prosince 1656 se Radnotskou smlouvou spojil také s švédským králem Karlem X. Gustavem proti polskému králi Janu Kazimírovi II. Rákóczi měl obsadit Malopolsko a Mazovsko, včetně bohatých solných dolů ve Wieliczce a Bochni. V roce 1657 napadl Polsko-litevskou unii během druhé severní války (1655–1660), také známé jako Potopa.

### 1657
Koncem ledna 1657 překročila Rákócziho armáda o síle asi 25 000 mužů Karpaty poblíž Krosna. Dále zamířili k Medyce, kde se k nim přidalo asi 10 000 záporožských kozáků pod velením Antona Zdanoviče. Sedmihradsko-kozácká armáda se přiblížila ke Lvovu, ale nedokázala opevněné město obsadit. Pak zamířil Rákoczi na západ do Krakova. Průchod armády byl poznamenán četnými zvěrstvy, ničením a rabováním. Rákóczi dobyl a zničil Duklu, Lesko a Sanok, ale nedokázal se zmocnit Přemyšle, Krosna a Łańcutu. Dne 21. března 1657 vstoupil Rákóczi do Tarnowa a o sedm dní později dorazil do Krakova, který v tu dobu byl již obsazen Švédy.

### Duben
Švédská posádka v Krakově byla posílena o 2 500 sedmihradských vojáků pod velením Jánose Bethlena, zatímco Rákóczi zamířil na sever. 12. dubna se nedaleko Ćmielówa Sedmihradští připojili k armádě Karla X. Gustava. Společně překročili Vislu v Zawichostě a 19. dubna dobyli Lublin. 8. května švédsko-sedmihradská armáda oblehla Brest, který o dva dny později dobyla. Po obléhání se Rákócziho vojáci vrhli na drancování a rabování okolí. Mimo jiné vypálili Biału Podlaskou a Brańsk.
Dne 20. května se Karel X. Gustav dozvěděl, že na Švédsko zaútočili Dánové, a rozhodl se pochodovat ke Švédskému Pomořansku. Zbytek armády nechal na starost Gustavu Otto Stenbockovi. Armáda poté pochodovala na Varšavu a vypálila města Mielnik, Drohiczyn, Nur, Brok a Pniewo. Nakonec 17. června po třídenním obléhání Rákóczi a Stenbock dobyli Varšavu.

### Červen
Švédská armáda zůstala ve Varšavě jen několik dní. 22. června opustila město a pochodovala na Štětín, do války proti Dánsku. Rákóczi si dobře uvědomoval nevalnou kvalitu své armády, proto se rozhodl také opustit Varšavu a zamířil na jihovýchod. Podle rozkazu polského krále Jana Kazimíra II. Vasy pronásledovalo Sedmihradské 10 000 jezdců Stefana Czarnieckého, podporovaného Litevci Aleksandra Hilary Połubińského a Rakušany. Současně armáda Jerzyho Lubomirského podnikla odvetnou invazi do Sedmihradska, kde došlo k velkému rabování a devastaci Rákócziho knížectví.

### Červenec
8. července 1657 se v Lancutu polští vojevůdci rozhodli rozdělit své síly. Stefan Czarniecki měl pronásledovat Rákócziho, zatímco Jerzy Lubomirski a Stanisław "Rewera" Potocki je měli odříznout od hranice a zabránit jim v úniku z Polska. 11. července Czarniecki zničil část Rákocziho armády v bitvě u Magierówa. 16. července se polské armády spojily a 20. července porazily Rákócziho v bitvě u Czarného Ostrówa.

### Kapitulace Rákocziho
Po porážce se kozáci stáhli a Rákóczi ustupoval směrem k podolskému městu Miedzyboz, kde kapituloval 23. července. Zavázal se zrušit své spojenectví se Švédskem, opustit města Krakov a Brest a zaplatit odškodné přes 4 miliony zlotých. Poláci Rákoczimu a jeho armádě umožnili návrat do Sedmihradska, ale krátce poté byl Rákóczi napaden krymskými Tatary, kteří byli v té době spojenci Polsko-litevské unie. Rákóczi opustil svou armádu a nechal ji v rukou Jánose Keményho. Ležení sedmihradské armády, které bylo nedaleko Trembowle, přepadli Tataři 31. července 1657. Asi 500 sedmihradských vojáků bylo zabito a asi 11 000 jich bylo zajato a odvezeno na Krym. Tak byla Rákócziho armáda kompletně zničena.

## Obnovení
Dne 3. listopadu 1657 byl Rákoczi Osmany, jakožto jejich vazal, sesazen za nepovolené rozpoutání války. V lednu 1658 mu byl ovšem trůn navrácen. Krátce poté byl velkovezírem znovu sesazen a znovu intronizován. 

### Válka s Otomany
Nakonec Turci napadli Sedmihradsko a Rákóczi zemřel v Nagyváradu na zranění utrpěná v bitvě u Gilău v květnu 1660.

## Zajímavosti
Jan Amos Komenský věnoval Jiřímu II. Rákóczimu spis Gentis felicitas (Štěstí národa), v němž podává návod moudré vladařovy péče o svůj lid.